# 2803 Vilho
2803 Vilho este un asteroid din centura principală, descoperit pe 29 noiembrie 1940 de Liisi Oterma.